# Lucilla Galeazzi
Lucilla Galeazzi (Terni, 24 dicembre 1950) è una cantautrice italiana.

## Biografia
Dopo un inizio di carriera come cantante pop in orchestre da ballo, si avvicina alla musica popolare a seguito dell'incontro con l'antropologo umbro Valentino Paparelli e con il teorico di storia orale Alessandro Portelli, entrambi già da tempo impegnati nella ricerca sul campo in Umbria e in particolare a Terni e nella Valnerina ternana. Si dedica allo studio del repertorio popolare della sua regione e si esibisce accompagnandosi con la chitarra.
Nel 1977 Giovanna Marini la invita a far parte del nascente Quartetto Vocale per lo spettacolo "Correvano coi carri" (I Dischi del sole). Con questo gruppo, che a partire dal 1980 conosce un notevole successo internazionale, si esibisce in numerose tournée nei maggiori teatri europei e di altri continenti (Francia, Svizzera, Spagna, Grecia, Belgio, Germania, Canada) e prende parte a prestigiosi festival (Bourges, Avignone, Nantes, Bonifacio, Barcellona, Siges, la biennale di Amburgo, la biennale di Berlino) che contribuiscono a far conoscere ed amare nel mondo la musica tradizionale italiana. Con questa formazione incide cinque album su vinile e due su CD.
Nel 1979 canta nell'opera contemporanea di Giovanna Marini "La grande madre impazzita" (I Dischi del sole), per cinque voci e il trio di musica improvvisata "S.I.C." (Schiaffini, Iannaccone e Colombo), e in "Cantate de toutes les jours" di Giovanna Marini al teatro J. Philippe di Saint Denis, Parigi (Chant du monde).
Nel 1980 esegue “Cantate de toutes les jours" al teatro Les Bouffes du Nord di Peter Brook, a Parigi; nello stesso anno, è nello spettacolo "Che dirà la gente che si bacia nei caffè", opera di Giovanna Marini per quattro voci e quartetto d’archi, presso il Teatro Le Muse di Roma.
Nel 1982, ai festival di Bourges, Avignon, Vienna e Varadero di Cuba, presenta il suo spettacolo "Un sogno così", dedicato alle canzoni degli anni ‘60, con O. Calò al piano e T. Gubisch alla chitarra e gli arrangiamenti di G. Beytelmann.
Il 1984 è l’anno di “Per Pier Paolo", opera per cinque voci, quartetto di sassofoni e percussioni di Giovanna Marini su poemi di Pier Paolo Pasolini per il Festival d'Automne di Parigi (Chant du Monde).
Anche il mondo del jazz s'interessa alla sua voce. Nel 1985 prende parte allo spettacolo "Quelque chose du sud" con l'A.R.F.I. di Lyon ed è tra le interpreti dello spettacolo "Anninnia", musica di Paolo Damiani, con disco registrato dal vivo al Festival di Roccella Ionica "Rumori Mediterranei“, con l'Orchestra di Jazz europea.
Nel 1986 canta nello "Stabat Mater" di Roberto De Simone, opera per otto voci, sassofoni, percussioni e con voce solista di Irene Papas (Teatro dell'Opera di Napoli e tournée a New York).
Nel 1987 e fino all’88 tiene una lunga tournée francese con lo spettacolo "Tango, memoire de Buenos Aires" con musicisti quali J. Cedron, J.J. Mosalini ed il violinista A. Agri, autentico mito del Tango.
Ancora nel 1987, con Ambrogio Sparagna agli organetti e Carlo Rizzo ai tamburelli, nasce la formazione "Il Trillo" (Cd Thelonious. 1992). Questo gruppo, molto attivo all'estero (Festival di Moers, Bonifacio, Dranuter, Nantes, Mulhouse, Oupeye) e in Italia (Festival di Recanati, Ravenna, Ruvo di Puglia e Catania Jazz) rappresenta la volontà musicale di andare oltre la mera riproposta della tradizione.
Nel 1987 canta in "La gomme" su musica di C. Barthelemy (futuro direttore dell'Orchestra Nazionale di Jazz di Parigi), al teatro della Villette a Parigi, con l'attore Jan Colette, quartetto d'archi e quintetto jazz. Incide poi il disco "Per Devozione" con il trombonista Giancarlo Schiaffini.
Nel 1988 è la volta dello spettacolo “Il salto” con l'A.R.F.I. di Lyon e nel ‘91 è solista dell'Orchestra Europea di Jazz a Strasbourg con musica e direzione di P. Caratini, L. Cugny , A. Hemler con concerto radiotrasmesso in diretta in tutta Europa.
Nel 1988 canta nel "Carmina Vivianea" di Roberto De Simone e l’anno seguente, presso l’Opera di Pisa, canta in “Processo e martirio di Giovanna D'arco", ancora firmata da De Simone.
Nel 1990, al San Carlo Di Napoli, è in “Requiem per Pier Paolo Pasolini” con cui Roberto De Simone rende omaggio alla figura del grande poeta e scrittore. Dello stesso anno è lo spettacolo “Cantata profana per 4 voci” con il Quartetto Vocale di Giovanna Marini (Silex 1990) ed è tra i vincitori del Festival di Recanati con la canzone "Il Canto magico delle sirene".
Nel 1991 ha inizio la tournée europea di “Cantata profana” mentre nel '92 è voce solista nello spettacolo ”Giofà, il servo del re” di Ambrogio Sparagna, prodotto dal Festival di Musica Mediterranea di Ravello (Bmg, 1993).
Nel 1993, a Perpignan, è tra gli interpreti dello spettacolo ”Sud” con musica di P. Eidel (Mammas/Bmg, 1997). In autunno è a Parigi con lo spettacolo “La vita al di sopra e al di sotto dei 1000 metri” (Silex, 1994).
Nel 1994 nasce il suo progetto ”Cuore di terra”, con Massimo Nardi alle chitarre, Carlo Mariani alle Launeddas e Nicola Raffone alle percussioni (Micocci Dischitalia, 1997). Con “Cuore di terra” partecipa al Festival dei Popoli di Firenze, al Festival Jazz di Ravenna, al Total Vocal di Parigi e al Festival de la Cancion Mediterranea di Palma de Mallorca. Dal progetto prende forma un album che viene pubblicato anche in Francia.
Nel 1996 prende parte al Donaueschinger Musiktage, Festival di Musica Contemporanea, con la Banda di Ruvo di Puglia e registra dal vivo l’album “La Banda” di Pino Minafra (Enja, 1996); il concerto è radiotrasmesso in Germania e l’album riceve un premio dalla critica tedesca.
Nel 1997, a Vercelli, partecipa allo spettacolo “Transitalia” in cui sono coinvolti i migliori interpreti della musica folk italiana con arrangiamenti di Riccardo Tesi e la regia di Moni Ovadia.
Nel 1998 partecipa alla Biennale di Berlino con l'operina del sassofonista Michael Riessler "Honig und Asche" per due voci soliste e tredici musicisti; tra questi lo stesso compositore, Markus Stockausen (Enja, 1998). Torna poi con "Cuore di terra" assieme a nuovi interpreti: Massimo Carrano alle percussioni, Guido Benigni al basso (poi sostituito nel ‘99 dal violoncellista Antonio Ramous), Salvatore Zambataro alla fisarmonica e clarinetto e Massimo Nardi alla chitarra.
Progetta poi in Francia lo spettacolo "Terras di canto" con la cantante sarda Elena Ledda, la portoghese Amelia Muge e i solisti Carlo Rizzo (percussioni), Mauro Palmas (mandola), C. Anacleto (violoncello), Riccardo Tesi (organetti) e L. Audemard (fiati).
Segue poi “Il viaggio di Sigerico”, uno spettacolo con grandi musicisti europei prodotto dalla Ethnosuoni con la regia della Banda Osiris.
Nel 2000 è invitata a tenere una conferenza sulla vocalità popolare al Congresso Mondiale degli Insegnanti di Canto a Lione. Nello stesso anno canta le "Folk Songs" di Luciano Berio con l'Orchestra da Camera dell'Umbria, sotto la direzione del maestro Marco Gatti. È poi tra gli interpreti dell'opera di Sergio Rendine "Passio et Resurrexio" con Nando Citarella, Enzo Gragnaniello, Maria Rosaria Omaggio e Mariano Rigillo voci recitanti, rappresentata a Roma, l'Aquila e Chieti in occasione dell'Anno Giubilare.
Nel 2001 esce il suo disco “Lunario” e con il suo gruppo fa tournée nazionali e internazionali (Grecia, Francia, Germania, Spagna); è invitata a Barcellona dalla grande cantante catalana Maria del Mar Bonet e prende parte al Festival Banlieu Blue a Parigi, alla Festa della Musica con l'orchestra nazionale di Jazz a Parigi, al Festival Folk di Dranuter e al Festival di Pina Bausch a Wuppertal.
Nel 2002 ha inizio la sua collaborazione con il gruppo barocco L'Arpeggiata, diretto da Christina Pluhar, con cui incide l’album “La Tarantella” che vince il premio Awards 2003 per la musica classica. Con L'Arpeggiata tiene una lunga tournée europea.
Canta poi nel Cd “Renaissance” di Philippe Eidel con Vinicio Capossela e Lucio Dalla.
Dà poi vita allo spettacolo ”Sirena dei mantici” con Ascanio Celestini e La Fisorchestra Fancelli diretta dal maestro Marco Gatti.
Suo anche il progetto per lo spettacolo natalizio ”Celeste tesoro” per cui si avvale della collaborazione di Nando Citarella ed Enza Pagliara.
Nel 2003 incide gli album “All'improvviso” con L'Arpeggiata e “Trio Rouge” con il Trio Rouge fondato da lei stessa assieme a Michel Godard (tubista) e Vincent Courtois (cellista). È poi solista nell’Orchestra per la Pace che esegue a Gerusalemme e Betlemme e il cui concerto viene trasmesso in Mondovisione la mattina di Natale. Tiene poi dei concerti a Sanah, Yemen, con Luigi Cinque e Mauro Pagani.
Risale al 2004 la creazione dello spettacolo pasquale “Correte sorelle” con il quartetto vocale Faraualla, con cui partecipa anche al Festival di Musica sacra di Fez (Marocco).
Nel 2006 esce “Amore e acciaio” che vince la Targa Tenco al Premio Luigi Tenco ed il Premio Città di Loano quale migliore album in dialetto dell'anno; prende parte anche alla Notte della Taranta a Melpignano, Lecce.
Nel 2007 produce lo spettacolo “Maggio maggio è capitano” rappresentato per dieci giorni con grande successo a Roma, al Teatro Vascello. Seguono poi le tournée in Oriente, Medio Oriente ed Australia con L'Arpeggiata. Partecipa a Palermo allo spettacolo “Buon Compleanno Rosa” con Clara Murtas e Fausta Vetere e torna in tournée con il suo gruppo.
Nel 2008 la tournée europea con L'Arpeggiata tocca Svezia e Olanda con gli spettacoli “Tarantella”, “All’improvviso”, Los Impossibles” e “Via Crucis”. Nello stesso anno intraprende una tournée italiana con il suo gruppo e con il Trio Rouge; tiene concerti in Friuli con lo spettacolo “Canzoni di Confine”, con Mario Incudine e Lino Staolino.
Nel 2010 fonda l’ensemble vocale "Levocidoro" con Susanna Buffa, Chiara Casarico, Sara Marchesi, Marta Ricci, Susanna Ruffini e Nora Tigges. Con questo progetto tutto al femminile esegue un repertorio in polifonia ispirato al maggio italiano, al canto tradizionale regionale e ai canti rituali delle festività.
Contestualmente avvia una nuova collaborazione con il grande attore e performer Moni Ovadia per lo spettacolo “Cantiamo, cantammo e canteremo. Canti per l’uguaglianza”: una raccolta di canti sociali e politici che sul palco si alternano alla narrazione di Ovadia e restituiscono al repertorio la sua funzione civile.
Risale al 2013 la sua collaborazione con l’ensemble vocale femminile marocchino B’net Houariyat: cinque cantanti e percussioniste di Marrakesh con le quali, assieme ad un quintetto di musiciste italiane, crea il progetto di canti e danze per voci e tamburi “Le voci magiche del Mediterraneo”.
Nel settembre del 2013 esce il suo album Festa Italiana, lavoro ispirato ai canti rituali del maggio e delle festività carnevalesche con cui, nel 2015, debutta alla Carnegie Hall di New York.
Nel 2014 ha debuttato con due progetti dedicati alla Grande Guerra di cui è anche autrice: il primo, “Doppio fronte. Oratorio per la Grande Guerra”, è scritto ed eseguito assieme a Moni Ovadia; il secondo, “Il fronte delle donne”, è dedicato alla visione femminile della Seconda Guerra Mondiale ed ottiene la concessione per l’utilizzo del logo governativo per gli spettacoli di interesse nazionale italiano nelle celebrazioni del centenario della Prima Guerra Mondiale. Lo spettacolo, per cui si avvale della collaborazione dell’ensemble vocale Levocidoro e della chitarrista Stefania Placidi, è stato rappresentato tra il 2014 e il 2018 nei più prestigiosi teatri italiani e al teatro comunale di Esch-sür-Alzette in Lussemburgo.
Il 25 aprile 2015 esce il disco "Bella Ciao", remake del più famoso ed influente spettacolo folk di tutti i tempi a cinquant'anni dalla sua prima rappresentazione al Festival dei Due Mondi di Spoleto. Il progetto di rework sulle canzoni di "Bella Ciao", da un'idea di Franco Fabbri, si avvale degli arrangiamenti e della direzione artistica di Riccardo Tesi. Diventa subito un tour di incredibile successo, ancora in atto, che tocca i principali teatri di tutto il mondo. Con Lucilla Galeazzi sono sul palco: Riccardo Tesi, Elena Ledda, Ginevra Di Marco, Alessio Lega, Andrea Salvadori e Gigi Biolcati.
È del 2016 lo spettacolo "La nave a vapore", dedicato alla storia ultracentenaria dei grandi movimenti migratori degli italiani dalla fine dell'800 ai nostri giorni. Lo spettacolo è frutto di una approfondita ricerca letteraria e musicale della Galeazzi che, pescando dal passato italiano, ci riporta al triste presente degli attuali movimenti migratori verso le nostre coste.
Alla fine del 2016 va in scena ai Musei Capitolini "Quanto sei bella Roma", omaggio a Luigi Magni attraverso le canzoni romane che hanno costellato i suoi film.
Mentre continua la tournée europea de "Il nuovo Bella ciao", nel febbraio del 2018 Lucilla Galeazzi torna in teatro a Roma con una settimana di rappresentazione del suo spettacolo “Il fronte delle donne” sulla Seconda Guerra Mondiale.
Parallelamente alle performance dal vivo, Lucilla Galeazzi continua a tenere in tutta Europa stage di canto e uso della voce, con particolare attenzione alla promozione del repertorio vocale popolare della sua terra. I suoi corsi sono inseriti nei piani formativi di numerose Università d’Italia, Francia, Germania e Svizzera.

## Discografia
- 1978 Correvano coi carri con il Quartetto Vocale di Giovanna Marini
- 1978 La grande madre impazzita Quartetto vocale di Giovanna Marini ed il Trio SIC
- 1980 Cantate pour tous les jours 1 e 2 con il Quartetto Vocale di Giovanna Marini
- 1984 Pour Pier Paolo Pasolini di Giovanna Marini
- 1986 Anninnia di Paolo Damiani
- 1986 Il paese con le ali Ambrogio Sparagna
- 1987 Per Devozione (Lucilla Galeazzi e Giancarlo Schiaffini)
- 1990 Cantata profana con il Quartetto Vocale di Giovanna Marini
- 1992 Il Trillo (L. Galeazzi, Ambrogio Sparagna,  Carlo Rizzo)
- 1993 Giofà il servo del re di Ambrogio Sparagna
- 1995 Invito di Ambrogio Sparagna
- 1995 Rock's Airs de la lune (L. Galeazzi e Claude Barthélemy Trio)
- 1996 Mammas  Philippe Eidel
- 1997 Cuore di terra
- 1997 La Banda  con Michel Godard
- 1997 La via dei Romei di Ambrogio Sparagna
- 1998 Honig und Asche di Michael Riessler
- 1999 Ali d'oro di Michel Godard
- 2001 Lunario
- 2002 La Tarantella con Christina Pluhar e l'Ensemble Arpeggiata
- 2002 Renaissance (Con Philippe Eidel)
- 2004 Sacra Koncert  di Luigi Cinque
- 2004 All'improvviso (Con Christina Pluhar / Arpeggiata)
- 2004 Trio Rouge (Lucilla Galeazzi, Michel Godard, Vincent Courtois)
- 2005 Stagioni
- 2006 Amore e Acciaio (M. Nardi chitarre ed arrangiamenti, M. Gatti arrangiamenti e direzione Fisorchestra Fancelli, S. Zambataro fisa e clar./ A. Ramous cello/M.Carrano percuss)
- 2010 Sopra i tetti di Firenze con Riccardo Tesi e Maurizio Geri
- 2010 Ancora Bella Ciao (con D. Polizzotto e S. Scatozza)
- 2011 La Tarantella / Antidotum Tarantulae con l'Ensemble Arpeggiata, Christina Pluhar e Marco Beasley
- 2012 Il Natale dei Semplici con N. Citarella, C. Bava ciaramella, G. Galfetti organo, C. Califano chitarre, Nora Tigges voce
- 2013 Festa Italiana con N. Citarella voce, M.Ambrosini nickelarpa, K.Seddiki chitarra, C.Califano chitarra battente, C.Rizzo tamburelli, F.Turrisi fisarmonica, L.Teruggi e S.Napoli contrabbasso, invitati A.Sparagna e A. D'Alessandro organetto
- 2015 Sirena dei Mantici (con Ascanio Celestini, Lucilla Galeazzi, Fisorchestra Fancelli diretta da M. Gatti)
- 2015 Bella Ciao (ripresa del mitico spettacolo di 50 anni fa. Riccardo Tesi arrangiamenti e organetto, Andrea Salvadori chitarra, Gigi Biolcati percussioni, voci: Lucilla Galeazzi, Elena Ledda, Ginevra Di Marco, Alessio Lega)